# Palmácia

Palmácia este un oraș în statul Ceará (CE) din Brazilia.